# Buono!
Buono!(보노)는 헬로! 프로젝트에 소속한 일본의 여성 아이돌 그룹이다.

## 개요
- TV 도쿄 계열의 TV 애니메이션「캐릭캐릭 체인지」(현재:「수호 캐릭터 파티!」)의 테마송을 제작을 위해 2007년에 소개가 될때는 Berryz코보로부터 츠구나가 모모코와 나츠야키 미야비, ℃-ute로부터 스즈키 아이리라고 소개가 된다. 3인은 각 각자가 소속이 돼있는 그룹에서 센터나 메인 보컬을 맡는 인기와 실력을 모두 겸비한 멤버(에이스)이다.
- Buono!란 단어는 이탈리아어로「맛있다」를 의미하고 있다[1].
- 당초에는「캐릭캐릭 체인지」의 애니메이션 작품 기획의 목표 요소가 강한 유닛이었지만, 주위의 예상을 넘은 인기를 획득했기 때문에 피자라의 CM에 기용되는 등, 다방면의 활동을 보이고 있다.
- 소속 라벨이 포니캐년인 점과 데뷔에서 프로듀서가 다키가와 요라는 점, 악곡 제작진이(작사,작곡,편곡)이 데뷔부터 롯타라 롯타라까지 층쿠가 관련되지 않고, 거의 외부 제작진에 의해 제작한다는 점, 헬로! 프로젝트 중에서 드물게 락 사운드 주제의 유닛이라고 하는 점으로 헬로! 프로젝트 내에서는 예외적인 유닛이다.
- 센터는「진정한 자신」에서「Kiss! Kiss! Kiss!」까지는 나츠야키 미야비.「진검 승부로 가자!」부터「MY BOY」까지는 츠구나가 모모코이며,「Take It Easy!」부터 현재까지는 스즈키 아이리이다.
- 1기에서는 모든 테마송을 불렀으나 2기부터는 '가디언즈4'와 '슈고캬라에그!'가 오프닝을 부르고 'Buono!'가 엔딩을 불렀다.

## 소개
- 한프로그램에서 멤버를 소개할때는 그룹영상과 개인사진과 함께 Berryz코보로부터 츠구나가 모모코와 나츠야키 미야비, ℃-ute로부터 스즈키 아이리라고 소개가 된다. 현재는 3명은 헬로! 프로젝트OG멤버이다.

- 싱글 1집 타이틀곡:진정한 자신에는 츠구나가 모모코와 나츠야키 미야비와 동갑인야지마 마이미와 스즈키 아이리와 동갑인오카이 치사토가 우정출현을 했다.

## 멤버
| 이름                                                              | 소개 |
| ----------------------------------------------------------------- | --- |
| Berryz코보의 전멤버, 컨트리걸즈의 전플레잉 매니저:츠구나가 모모코 | - 이름 : 嗣永桃子 (Tsugunaga Momoko) - 생년월일 : 1992년 3월 6일(33세) - 출생지 : 일본 지바현 - 색상 : 분홍 - 포지션 : 리더 - 특이사항 : 2017년 6월 30일을 기해 연예계 은퇴. - 활동 기간 : 2002년 ~ 2017년 |
| Berryz코보의 전부캡틴:나츠야키 미야비                             | - 이름 : 夏焼雅 (Natsuyaki Miyabi) - 생년월일 : 1992년 8월 25일(32세) - 출생지 : 일본 지바현 - 색상 : 빨강 - 포지션 : 서브리더 - 특이사항 : 개인 활동 중 - 활동 기간 : 2002년 ~ 2017년                     |
| ℃-ute의 전멤버:스즈키 아이리                                      | - 이름 : 鈴木愛理 (Suzuki Airi) - 생년월일 : 1994년 4월 12일(30세) - 출생지 : 일본 지바현 - 색상 : 초록 - 특이사항 : 개인 활동 중 - 활동 기간 : 2007년 ~ 2017년                                            |

Dolce (돌체, 백밴드)
- eji (키보드, 밴드마스터)
- 스가와라 쥰코 (기타)
- cheeta (드럼)
- 키쿠치 토모미 (베이스)
- 이와사키 나오미 (베이스)
- 이마무라 마이 (드럼)
- 이소가이 마유 (기타)

## 활동
2007년
- 7월 21일 - 선샤인 시티 분수 광장에서 개최된「나카요시 페스티벌 2007」에서 유닛 결성 발표.
- 8월 22일 - 팔레트 타운 팔레트 플라자에서 데뷔곡 발표 라이브를 개최.
- 9월 15일 - 라디오 프로그램「CUTIE PARTY」에 스즈키 아이리가 게스트 출연할 때에「ホントのじぶん」의 첫 온에어.
- 9월 30일 - 요코하마 BLITZ에서 개최된「℃-ute 라이브 투어 2007 가을 방과후의 엣센스」에 게스트 출연[3].
- 10월 6일 - 애니메이션「캐릭캐릭 체인지」의 오프닝, 엔딩 테마곡으로 방송 개시.
- 10월 7일 · 8일 - 파시피코 요코하마에서 개최된「모닝구무스메。“뜨거운 지구를 식힌다.”문화제 2007」의 애니메이션 광장에서「ホントのじぶん」을 피로.
- 10월 12일 - Buono! 특설 사이트 개설[4]과 함께 블로그「먹보 Buono!」를 갱신.
- 11월 17일 - Buono! 데뷔 기념 이벤트를 도쿄 후생 연금 회관에서 개최.
- 11월 25일 - 위와 같은 이벤트를 오사카 엘씨어터에서도 개최.

2008년
- 8월 22일 - FC 회원 한정인「Buono! 결성 1주년 기념 FC 스페셜 라이브 ~Rock'n Buono!~」를 요코하마 BLITZ에서 개최.

2009년
- 2월 11일 - 15일(13일 제외) - 일본 청년관에서「Buono! 라이브 2009 ~하이브리드☆펀치~」를 7번 공연(2월 12일은 1번 공연)개최(일반용으로서는 첫 라이브가 된다.).
- 4월 29일 - Buono! 특설 사이트를 리뉴얼하고 동시에 회원 블로그 이름도「しゃべりんBuono!」가 되었다.
- 8월 21일 - FC 회원 한정의 라이브 이벤트「Rock'n Buono! 2」를 Zepp Tokyo로 개최.
- 10월 15일 - SHIBUYA O-EAST로의「MELON GREETING」에 게스트 출연의 예정이었지만, 츠구나가 모모코, 나츠야키 미야비가 인플루엔자이기 때문에 출연을 보류해 스즈키 아이리 혼자서 출연하였다[5][6].

2010년
- 2월 3일 - 싱글「Our Songs」발매, 이것이 포니캐년으로부터의 마지막 싱글 릴리즈가 된다.
- 8월 10일 - 베스트 앨범「The Best Buono!」를 릴리즈.

2011년
- 1월 23일 - 유튜브에 공식 채널이 개설 됨.
- 2월 1일 - Ameblo 블로그 개설.
- 2월 2일 - 레이블 회사를 Zetima에 이적. 제1장 싱글「雑草のうた」를 발매.
- 10월 29일 - 영화「고멘나사이」로 영화 첫 주연을 맡았다. 또, 동영화의 주제가도 담당하였다.

2012년
- 2월 12일 - 프랑스 파리의 라이브 하우스 물랭 루즈에서 첫 해외 단독 라이브를 했다[7].
- 6월 25일 - 사시하라 리노 프로듀스「제1회 손가락 축제 ~아이돌 임시 총회~」에 출연. Buono!으로 처음으로 일본 무도관 공연을 밟았다.

2013년
- 8월 27일 -「SATOUMI×OTODAMA 2013 ~게스트로 베리큐! 바다에 집합!~」에서 서프라이즈 게스트로서 등장.

2014년
- 1월 1일 -「Hello! Project COUNTDOWN PARTY 2013 ~GOOD BYE & HELLO!~」에서 서프라이즈 게스트로서 등장.「恋愛♥ライダー」를 피로.
- 4월 23일 - 헬로! 프로젝트의 공식 사이트로부터 상세한 프로필이 소멸.
- 7월 4일 - 프랑스에서 열린 제15회 Japan Expo에 출연.「初恋サイダー」,「ガチンコでいこう!」,「ホントのじぶん」의 3곡을 피로.
- 9월 10일 · 11일 - 일본 무도관에서 열린 ℃-ute과 베리즈코보와의 합동 콘서트에 양일 모두 출연. 10일의「℃-ute(910)의 날 특별 콘서트 2014 Thank you 베리큐! in 일본 무도관 [전편]」에서「Kiss! Kiss! Kiss!」를, 11일의「Berryz코보 데뷔 10주년 기념 스페셜 콘서트 2014 Thank you 베리큐! in 일본 무도관 [후편]」에서「ロックの神様」을 피로했다.

2015년
- 2월 28일 · 3월 1일 -「Berryz코보 축제」에서「ホントのじぶん」,「ロッタラ　ロッタラ」,「泣き虫少年」,「カタオモイ」,「恋愛♥ライダー」,「タビダチの歌』를 피로했다.
- 3월 3일 - 일본 무도관에서 열린 베리즈코보 마지막 콘서트「Berryz코보 라스트 콘서트 2015 ~Berryz코보 가자구~!~」에서「タビダチの歌」을 피로했다.
- 12월 31일 - 나카노 선플라자에서 열린「Hello! Project COUNTDOWN PARTY 2015 ~GOOD BYE & HELLO!~」2부 공연에서「恋愛♥ライダー」,「ロッタラロッタラ」,「MY BOY」,「カタオモイ。」,「初恋サイダー」,「-Winter Story-」,「kiss!kiss!kiss!」의 7곡을 피로했다. 또는 2016년 8월 25일(나츠야키 미야비 생일)에 일본 무도관 공연 결정을 발표되었다.

2016년
- 8월 25일 - 일본 무도관에서 단독 공연을 했다.

2017년
- 5월 22일 - 요코하마 아레나에서 단독 공연을 해, 1만 5000명을 흥분했다[8].

2020년
- 5월 15일 - 유튜브의 Buono! 채널에서 3년 전, 요코하마 아레나에서 공연한 개연한 같은 날 같은 시각인 5월 22일 18:00부터【기간한정】「Buono! 라이브 2017 ~Pienezza!~」를 공개했다.

## 디스코그래피

### 싱글
1. 진정한 자신(ホントのじぶん) (2007년 10월 31일 발매, TV 애니메이션《수호 캐릭터!》엔딩 테마)-리드보컬은 나츠야키 미야비이다.
  - 커플링：마음의 알 (こころのたまご) (TV 애니메이션《수호 캐릭터!》오프닝 테마)
2. 연애♥라이더(恋愛♥ライダー) (2008년 2월 6일 발매, TV 애니메이션《수호 캐릭터!》엔딩 테마)-리드보컬은 나츠야키 미야비이다.
  - 커플링：그렇지 않으면 아까워! (じゃなきゃもったいないっ!)
3. Kiss! Kiss! Kiss! (2008년 5월 14일 발매, TV 애니메이션《수호 캐릭터!》엔딩 테마)-리드보컬은 나츠야키 미야비이다.
  - 커플링：모두 정말 좋아 (みんなだいすき) (TV 애니메이션《수호 캐릭터!》오프닝 테마)
4. 진검 승부로 가자!(ガチンコでいこう!)（2008년 8월 20일 발매, TV 애니메이션《수호 캐릭터!》엔딩 테마)-리드보컬은 츠구나가 모모코이다.
  - 커플링：레이디 팬서 (れでぃぱんさぁ)
5. 롯타라 롯타라(ロッタラ ロッタラ)（2008년 11월 12일 발매, TV 애니메이션《수호 캐릭터!! 두근》엔딩 테마)-리드보컬은 츠구나가 모모코이다.
  - 커플링：마이 러브 (マイラブ)
6. 코노미치(co・no・mi・chi) (2009년 1월 21일 발매, TV 애니메이션《수호 캐릭터!! 두근》엔딩 테마)-리드보컬은 츠구나가 모모코이다.
  - 커플링：무적의∞Power (無敵の∞Power)
7. 마이 보이(MY BOY) (2009년 4월 29일 발매, TV 애니메이션《수호 캐릭터!! 두근》엔딩 테마)-리드보컬은 스즈키 아이리이다.
  - 커플링：워프! (ワープ!) (BS JAPAN《P★LEAGUE》이미지송)
8. 테이크 잇 이지!(Take It Easy!) (2009년 8월 26일 발매, TV 애니메이션《수호 캐릭터!! 두근》엔딩 테마)-리드보컬은 스즈키 아이리이다.
  - 커플링：싫어 좋아 너무 싫어 (キライスキダイキライ) (BS JAPAN《P★LEAGUE》이미지송)
9. 브라보☆브라보(Bravo☆Bravo) (2009년 12월 16일 발매, TV 애니메이션《수호 캐릭터 파티!》엔딩 테마)-리드보컬은 스즈키 아이리이다.
  - 커플링：-윈터 스토리- (-Winter Story-)
10. 아워 송즈(Our Songs) (2010년 2월 3일 발매, TV 애니메이션《수호 캐릭터 파티!》엔딩 테마)-리드보컬은 스즈키 아이리이다.
  - 커플링：미라클 해피 러브 송 (MIRACLE HAPPY LOVE SONG)
11. 잡초의 노래(雑草のうた) (2011년 2월 2일 발매)
  - 커플링：런 어웨이 트레인 (ラナウェイトレイン) / 쥬시 하트 (JUICY HE＠RT) (BS JAPAN《볼링혁명 P★LEAGUE》이미지송)-리드보컬은 스즈키 아이리이다.
12. 여름이니까!(夏ダカラ!) (2011년 7월 20일 발매, MMORPG《Forsaken World》캠페인송)
  - 커플링：아이스 머메이드 (Ice Mermaid)
13. 첫사랑 사이다/딥 마인드(初恋サイダー/DEEP MIND) (2012년 1월 18일 발매, 첫사랑 사이다(初恋サイダー)는 니혼테레비 드라마《수학♥여자학원》엔딩 테마, 니혼테레비《해피 Music》1월 엔딩 테마, DEEP MIND는 영화《고멘나사이》주제가)
  - 양 A면 싱글. 커플링 곡은 없음.
14. 솔라시도 ~네네~(ソラシド～ねえねえ～) (2016년 9월 21일 발매, 8월 25일의《Buono! Festa 2016》회장 선행 발매)
  - 커플링 : 록의 성지 (ロックの聖地)

### 앨범
1. Café Buono! (2008년 2월 20일 발매)
  - 2008년 3월 25일 한국 라이센스반 발매
2. Buono! 2 (2009년 2월 11일 발매)
3. We Are Buono! (2010년 2월 10일 발매)

### 미니 앨범
1. partenza (2011년 8월 10일 발매)
2. SHERBET (2012년 8월 22일 발매)

### 베스트 앨범
1. The Best Buono! (2010년 8월 10일 발매)

### 한정 앨범
1. Buono! CRUISE (2011년 7월 5일 발매)
  - 기타리스트 마츠바라 마사키가 커버 앨범을 제작했다.
2. Buono! Paris Collection (2012년 2월 12일 발매)
  - 파리의 콘서트에서 Buono!의 곡 콜렉션 CD를 발매했다.

### DVD/Blu-ray

#### 싱글V
1. 싱글V〈진정한 자신 (ホントのじぶん)〉(2007년 11월 21일 발매)
2. 싱글V〈연애♥라이더 (恋愛♥ライダー)〉(2008년 2월 13일 발매)
3. 싱글V〈Kiss! Kiss! Kiss!〉(2008년 6월 18일 발매)
4. 싱글V〈진검 승부로 가자! (ガチンコでいこう！)〉 (2008년 9월 3일 발매)
5. 싱글V〈롯타라 롯타라 (ロッタラ ロッタラ)〉(2008년 12월 3일 발매)
6. 싱글V〈코노미치 (co・no・mi・chi)〉(2009년 2월 4일 발매)
7. 싱글V〈마이 보이 (MY BOY)〉(2009년 5월 13일 발매)
8. 싱글V〈테이크 잇 이지! (Take It Easy!)〉(2009년 9월 2일 발매)
9. 싱글V〈브라보☆브라보 (Bravo☆Bravo)〉(2009년 12월 22일 발매)
10. 싱글V〈아워 송즈 (Our Songs) (Only Limited DVD)〉(2010년 2월 3일 발매)
11. 싱글V〈잡초의 노래 (雑草のうた)〉(2011년 2월 9일 발매)
12. 싱글V〈여름이니까! (夏ダカラ!)〉(2011년 7월 27일 발매)
13. 싱글V〈첫사랑 사이다/딥 마인드 (初恋サイダー/DEEP MIND)〉(2012년 1월 25일 발매)

#### PV집
- CLIPS Vol.1 (2010년 3월 10일)
- Buono! 전 싱글 MUSIC VIDEO Blu-ray File 2012 (2012년 7월 4일)
- CLIPS vol.2 (2012년 8월 29일)

#### 콘서트
- 「Buono! rock'n Buono! 1」 (2007년 8월)
- 「Buono! rock'n Buono! 2~」(2008년 8월 21일)
- 「Buono! 라이브 2009 ~하이브리드☆펀치~」 (2009년 5월 27일)
- 「Buono! 라이브 투어 2010 ~We are Buono!~」 (2010년 5월 19일)
- 「Buono! 라이브 투어 2010 ~Rock'n Buono! 3~」(2010년 11월 10일)
- 「Buono! 라이브 2011 winter ~Re;Buono!~」(2011년 6월 22일 DVD / Blu-ray)
- 「Buono! 라이브 투어 2011 summer ~Rock'n Buono! 4~」(2011년 12월 7일 DVD / Blu-ray)
- 「Buono! LIVE 2012 "R・E・A・L"」(2012년 5월 23일 DVD / Blu-ray)
- 「PIZZA-LA Presents Buono! Delivery LIVE 2012 ~사랑을 싣고!~」(2012년 12월 12일 DVD / Blu-ray)
- 「Buono! Festa 2016」(2016년 11월 23일 DVD / Blu-ray)
- 「Buono! 라이브 2017 ~Pienezza!~」(2017년 9월 13일 DVD / Blu-ray / Blu-ray COMPLETE BOX)

#### FC 한정
- Buono! days ~Buono! 리더 결정전! (2008년 8월 22일)
- Buono! 결성 1주년 기념 FC 스페셜 라이브 ~Rock'n Buono!~ (2008년 12월 20일)
- Buono! 결성 1주년 기념 FC 스페셜 라이브 ~Rock'n Buono!~ (츠구나가 모모코 솔로 ver.) (2008년 12월 20일)
- Buono! 결성 1주년 기념 FC 스페셜 라이브 ~Rock'n Buono!~ (나츠야키 미야비 솔로 ver.) (2008년 12월 20일)
- Buono! 결성 1주년 기념 FC 스페셜 라이브 ~Rock'n Buono!~ (스즈키 아이리 솔로 ver.) (2008년 12월 20일)
- Buono! DVD MAGAZINE Vol.1 (2009년 2월 11일)
- Buono! days2 2009 여름 스페셜 드라마풍 Buono! 위기일발 (2009년 8월 21일)
- Rock'n Buono! 2 (츠구나가 모모코 솔로 ver.) (2009년 12월 16일)
- Rock'n Buono! 2 (나츠야키 미야비 솔로 ver.) (2009년 12월 16일)
- Rock'n Buono! 2 (스즈키 아이리 솔로 ver.) (2009년 12월 16일)
- Buono! DVD MAGAZINE Vol.2 (2009년 12월 19일)
- Buono! DVD MAGAZINE Vol.3 (2010년 2월 11일)
- Buono! DVD MAGAZINE Vol.4 (츠구나가 모모코 솔로 ver.) (2010년 8월 12일)
- Buono! DVD MAGAZINE Vol.5 (나츠야키 미야비 솔로 ver.) (2010년 8월 12일)
- Buono! DVD MAGAZINE Vol.6 (스즈키 아이리 솔로 ver.) (2010년 8월 12일)
- Buono! DVD MAGAZINE Vol.7 (2011년 2월 11일)
- Buono! DVD MAGAZINE vol.8 (2011년 2월 19일)
- Buono! 라이브 투어 2010 ~Rock'n Buono! 3~ (츠구나가 모모코 솔로 ver.) (2011년 3월 30일)
- Buono! 라이브 투어 2010 ~Rock'n Buono! 3~ (나츠야키 미야비 솔로 ver.) (2011년 3월 30일)
- Buono! 라이브 투어 2010 ~Rock'n Buono! 3~ (스즈키 아이리 솔로 ver.) (2011년 3월 30일)
- Buono! DVD MAGAZINE vol.9 (2011년 8월 19일)
- Buono! DVD MAGAZINE vol.10 (2011년 8월 19일)
- Buono! DVD MAGAZINE vol.11 (2012년 1월 27일)
- Buono! DVD MAGAZINE vol.12 (2012년 1월 27일)

#### 이벤트 V (이벤트 회장 한정판)
1. 이벤트V〈잡초의 노래 (雑草のうた)〉(2011년 2월 12일 발매)
2. 이벤트V〈여름이니까! (夏ダカラ!)〉(2011년 8월 9일 발매)
3. 이벤트V〈첫사랑 사이다/딥 마인드 (初恋サイダー/DEEP MIND)〉(2012년 2월 26일 발매)

#### 그 외
- 고멘나사이(ゴメンナサイ) (2011년 2월 8일 발매 DVD / Blu-ray)
- 사시하라 리노 프로듀스 제1회 손가락 축제 ~아이돌 임시총회~ (2012년 12월 26일 발매 DVD / Blu-ray)

### 서적

#### 화보집
- Buono! 퍼스트 라이브 투어 2009 ~Winter 축제!~ (2010년 2월 20일, 카도카와그룹퍼블리싱) ISBN 978-4-04-895078-7
- Buono! 라이브 2011 winter ~Re;Buono!~ LIVE PHOTO DOCUMENT (2011년 5월 9일, 카도카와그룹퍼블리싱) ISBN 978-4-04-895427-3
- Buono! In Paris ~C'set Bon!~ (2012년 5월 25일, 카도카와그룹퍼블리싱)
- Buono! Festa 2016 라이브 사진집 (2017년 5월 20일, 오딧세이 출판)

#### 비주얼 북
- Buono! 라이브 2009 ~하이브리드☆펀치~ (2009년 2월 11일, A4사이즈/16 P)
- Buono! 퍼스트 라이브 투어 2009 ~Winter 축제!~ (2009년 12월 19일, B4사이즈/16 P)
- Buono! 라이브 투어 2010 ~We are Buono!~ (2010년 2월 11일, B4사이즈/16 P)
- Buono! 라이브 투어 2010 ~Rock'n Buono! 3~ (2010년 8월 12일, 메이킹 DVD 첨부)

#### 악보
- 악보 ALL ANISON (2008년 7월 발매 출판사：뮤직크라)
  - Kiss! Kiss! Kiss! (캐릭캐릭 체인지 주제가)
  - 모두 정말 좋아해 (みんなだいすき) (전술)

#### 게임
- Wii용 소프트「포픈 뮤직」수록 악곡 (2009년 8월, KONAMI)
  - 진정한 자신 (ホントのじぶん) (캐릭캐릭 체인지 주제가)

## 출연

### 라디오
- Viva! Paella presents MUSIC Buono! (2011년 2월 5일-9월 24일, 쇼난비치FM)
- PIZZA-LA presents Cafe Buono! (2011년 10월 1일-2013년 3월 30일, 쇼난비치FM)
- PIZZA-LA presents Torattoria Buono! (2013년 4월 6일-2015년 2월 28일, 쇼난비치FM)
- PIZZA-LA presents Torattoria Buono! SP Patisserie Airi (2015년 3월 7일·14일, 쇼난비치FM)
- PIZZA-LA presents Torattoria Buono! SP Patisserie Momochi (2015년 3월 21일·28일, 쇼난비치FM)

### CM
- 포시즈
  - 피자라
    - 댄스편 (2008년 11월)
    - 보노 등장편 (전술)

CM에서는「피자라 보노!」라는 캐치프레이즈를 사용하고 있다.
    - 프랑스 출산 카망베르 치즈와 엄선 4종 햄의 피자「카망베르 치즈편」(Buono! ver.) (2009년 7월-12월)

  - VIVA 파에리아 (2010년 6월-)

### 영화
- 고멘나사이 (2011년 10월 29일 공개)

## 콘서트/이벤트

### 단독 콘서트
- Buono! LIVE 일본 청년관 공연「Buono! 라이브 2009 ~하이브리드☆펀치~」 (2009년 2월 11일-15일(13일 제외))
- Buono! 퍼스트 라이브 투어 2009 ~Winter 축제!~ (2009년 12월 19일-28일(21일-26일 제외))
- Buono! 라이브 투어 2010 ~We are Buono!~ (2010년 2월 11일-28일(12일-19일·22일-27일 제외))
- Buono! 라이브 투어 2010 ~Rock'n Buono! 3~ (2010년 8월 12일-17일(13일·16일 제외))
- Buono! 라이브 2011 winter ~Re;Buono!~ (2011년 2월 11일-20일(12일-19일 제외))
- Buono! 라이브 투어 2011 summer ~Rock'n Buono! 4~ (2011년 8월 20일-9월 3일(21일·23일-26일·29일-2일 제외))
- Buono! LIVE 2012 "R・E・A・L" (2012년 1월 28일-2월 25일(1월 30일-2월 17일·19일-24일 제외))
- PIZZA-LA Presents Buono! Delivery LIVE 2012 ~사랑을 싣고!~ (2012년 8월 25일 - 9월 2일(27일-1일 제외))
- Buono! Festa 2016 (2016년 8월 25일, 일본 무도관)
- Buono! 라이브 2017 ~Pienezza!~ (2017년 5월 22일, 요코하마 아레나)

### FC 회원 한정
- Buono! 결성 1주년 기념 FC 스페셜 라이브 ~Rock'n Buono!~ (2008년 8월 22일)
- Rock'n Buono! 2 (2009년 8월 21일)

### 릴리즈 이벤트
- 1st 싱글「진정한 자신」릴리즈 이벤트
- 2nd 싱글「연애♥라이더」릴리즈 이벤트
- 1st 앨범「Café Buono!」릴리즈 이벤트
- 3rd 싱글「Kiss! Kiss! Kiss!」릴리즈 이벤트
- 4th 싱글「진검 승부로 가자!」릴리즈 이벤트
- 5th 싱글「롯타라 롯타라」릴리즈 이벤트
- 6th 싱글「co·no·mi·chi」릴리즈 이벤트
- 2nd 앨범「Buono! 2」릴리즈 이벤트
- 7th 싱글「MY BOY」릴리즈 이벤트
- 8th 싱글「Take It Easy!」릴리즈 이벤트
- 9th 싱글「Bravo☆Bravo」릴리즈 이벤트
- 10th 싱글「Our Songs」릴리즈 이벤트
- 11th 싱글「잡초의 노래」릴리즈 이벤트
- 12th 싱글「여름이니까!」릴리즈 이벤트
- 13th 싱글「첫사랑 사이다/딥 마인드」릴리즈 이벤트

### 라이브 이벤트
- 자궁경암예방 계발 프로젝트 Hellosmile Live 2011 Autumn (2011년 11월 12일, 라포레뮤지엄 록본기)

### 게스트 공연
- MELON GREETING (2009년 10월 15일, Shibuya O-EAST)
- 오다이바 합중국 2010 ~웃는 Bay에는 복 온다!!~ (2010년 8월 10일, 도쿄 도 미나토 구 다이바)
- 오다이바 합중국 2011 (2011년 8월 23일, 도쿄 도 미나토 구 다이바)
- 사시하라 리노 프로듀스 제1회 손가락 축제 ~아이돌 임시총회~ (2012년 6월 25일, 일본 무도관)